# Uranocircit
Uranocircit ist ein selten vorkommendes Mineral aus der Klasse der „Phosphate, Arsenate und Vanadate“, das zur Gruppe der Uranglimmer gehört. Es kristallisiert im tetragonalen Kristallsystem mit der allgemeinen chemischen Zusammensetzung Ba[UO2|PO4]2·10-12H2O. Seit einer Neudefinition 1963 wird das Mineral nach seinem Gehalt an Kristallwasser aufgeteilt in
- Uranocircit-I  – Ba[UO2|PO4]2·12H2O[5]
- Uranocircit-II – Ba[UO2|PO4]2·10H2O[5]

wobei der Mineralstatus des Uranocircit II aufgrund seiner Erstbeschreibung vor IMA-Gründung 1959 vererbt und die Neudefinition von Uranocircit I von der IMA-Kommission CNMNC ohne nähere Prüfung zunächst übernommen wurde, inzwischen aber nicht mehr anerkannt ist.
Uranocircit entwickelt überwiegend tafelige Kristalle in blättrigen, stapelförmigen Mineral-Aggregaten, findet sich aber auch in Form erdiger bis pulvriger Überzüge von hell- bis dunkelgelbgrüner Farbe bei hellgelber Strichfarbe. Verunreinigte Kristalle können auch eine entsprechend dunklere bis schwarze Farbe annehmen. Oft sieht Uranocircit dem Autunit zum Verwechseln ähnlich, ist aber deutlich grüner (nach Klockmann „Zeisiggrün“).

## Etymologie und Geschichte
Erstmals entdeckt wurde Uranocircit in der Nähe der Stadt Falkenstein im Vogtland in Sachsen. Beschrieben und benannt wurde das Mineral erstmals 1877 durch Albin Weisbach (1833–1901). Weisbach selbst gab für seine Benennung keine Erklärung ab. Der Name lässt sich jedoch in Anlehnung an seinen Urangehalt und nach seiner Typlokalität aus dem lateinischen Wort circos bzw. dem griechischen Wort kirkos (κίρκος) für Falke oder Habicht ableiten.
Das Typmineral wurde 1874 von Weißbach in die Mineralogische Sammlung der TU Bergakademie Freiberg aufgenommen.
In den Aufzeichnungen von Paul Heinrich von Groth 1878 wird Uranocircit auch als Bariumuranit bezeichnet.

## Klassifikation
In der veralteten 8. Auflage der Mineralsystematik nach Strunz gehörte der Uranocircit zur Mineralklasse der „Phosphate, Arsenate, Vanadate“ und dort zur Abteilung „Wasserhaltige Phosphate, Arsenate und Vanadate mit fremden Anionen“, wo er gemeinsam mit Autunit, Bassetit, Fritzscheit, Heinrichit, Kahlerit, Kirchheimerit, Natrouranospinit, Nováčekit, Sabugalit, Saléeit, Torbernit, Uramphit, Uranospathit, Uranospinit und Zeunerit in der „Uranit-Reihe“ mit der Systemnummer VII/D.20a steht.
In der zuletzt 2018 überarbeiteten Lapis-Systematik nach Stefan Weiß, die formal auf der alten Systematik von Karl Hugo Strunz in der 8. Auflage basiert, erhielt das Mineral die System- und Mineralnummer VII/E.01-110. Dies entspricht der Klasse der „Phosphate, Arsenate und Vanadate“ und dort der Abteilung „Uranyl-Phosphate/Arsenate und Uranyl-Vanadate mit [UO2]2+–[PO4]/[AsO4]3− und [UO2]2+–[V2O8]6−, mit isotypen Vanadaten (Sincositreihe)“, wo Uranocircit zusammen mit Autunit, Fritzscheit, Heinrichit, Kahlerit, Natroautunit (D), Rauchit, Sabugalit, Saléeit, Torbernit, Trögerit, Uranospinit und Zeunerit die „Autunitgruppe“ mit der Systemnummer VII/E.01 bildet.
Die von der International Mineralogical Association (IMA) zuletzt 2009 aktualisierte 9. Auflage der Strunz’schen Mineralsystematik ordnet den Uranocircit in die Klasse der „Phosphate, Arsenate und Vanadate“ und dort in die Abteilung „Uranylphosphate und Arsenate“ ein. Hier ist das Mineral in der Unterabteilung „UO2 : RO4 = 1 : 1“ zu finden, wo es zusammen mit Autunit, Heinrichit, Hydronováčekit, Kahlerit, Kirchheimerit, Metarauchit, Nováčekit, Saléeit, Torbernit, Uranospinit, Xiangjiangit und Zeunerit die „Autunitgruppe“ mit der Systemnummer 8.EB.05 bildet.
In der vorwiegend im englischen Sprachraum gebräuchlichen Systematik der Minerale nach Dana hat Uranocircit die System- und Mineralnummer 40.02a.03.01. Das entspricht der Klasse der „Phosphate, Arsenate und Vanadate“ und dort der Abteilung „Wasserhaltige Phosphate etc.“. Hier findet er sich innerhalb der Unterabteilung „Wasserhaltige Phosphate etc., mit A2+(B2+)2(XO4) × x(H2O), mit (UO2)2+“ in einer unbenannten Gruppe mit der Systemnummer 40.02a.03, in der auch Metauranocircit eingeordnet ist.

## Kristallstruktur

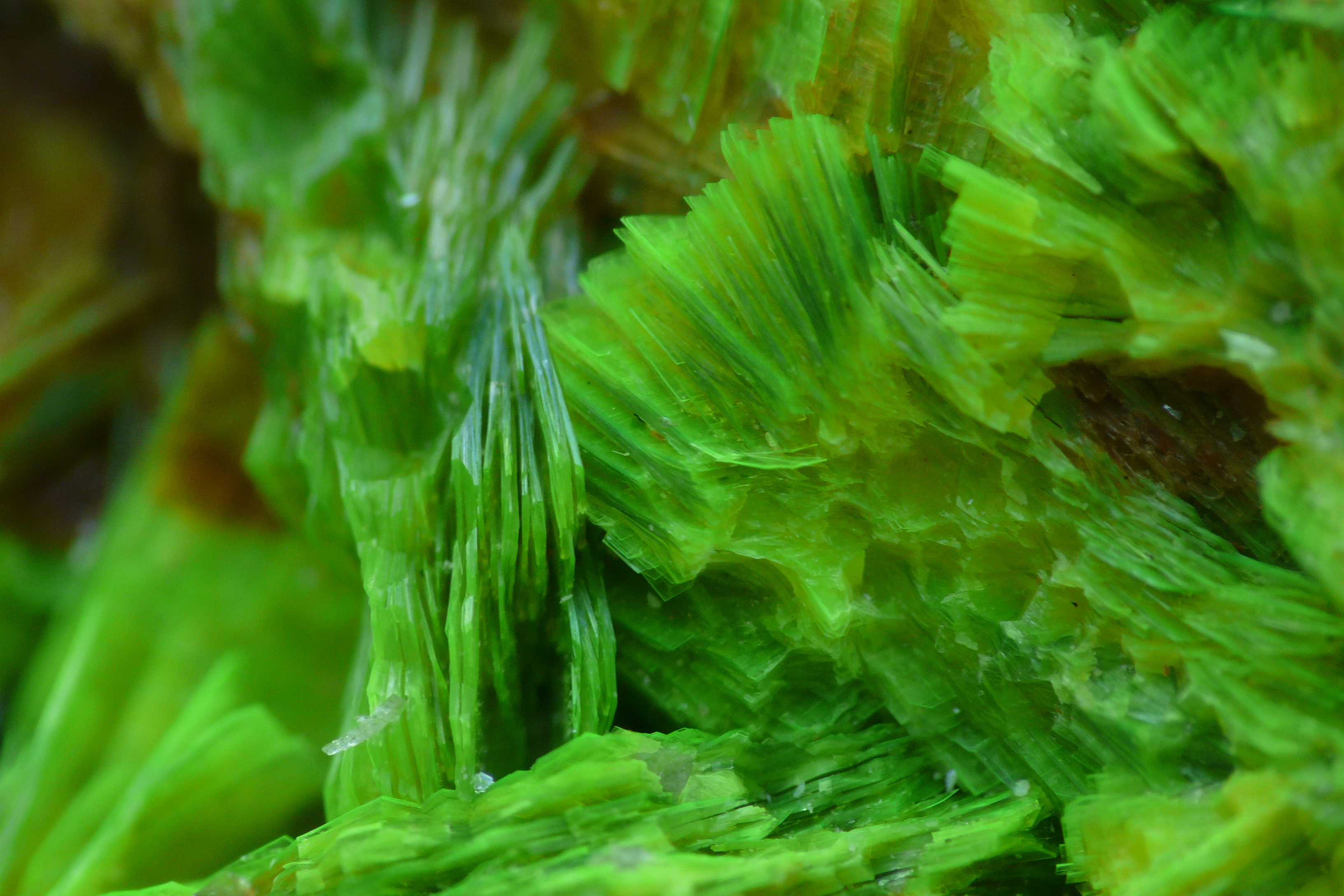
Nahaufnahme der tafeligen Schichtstruktur von Uranocircit

Uranocircit kristallisiert tetragonal in der Raumgruppe I4/mmm (Raumgruppen-Nr. 139) mit den Gitterparametern a = 7,01 Å und c = 20,46 Å sowie 2 Formeleinheiten pro Elementarzelle.
Uranocircit besteht aus Phosphat-Tetraedern, die mit verzerrten oktaedrischen Uranoxidgruppen verknüpft sind. Die Phosphat- und Urangruppen liegen in Schichten, die nur schwach durch Wassermoleküle zusammengehalten werden. Dies ergibt die typische plattige Struktur, die perfekte Spaltrichtung und die relative Weichheit. An der Luft verliert der Uranocircit ein Teil seines Kristallwassers und wird zu Metauranocircit. Dabei werden die Kristalle trüb und die Stücke noch brüchiger.

## Eigenschaften

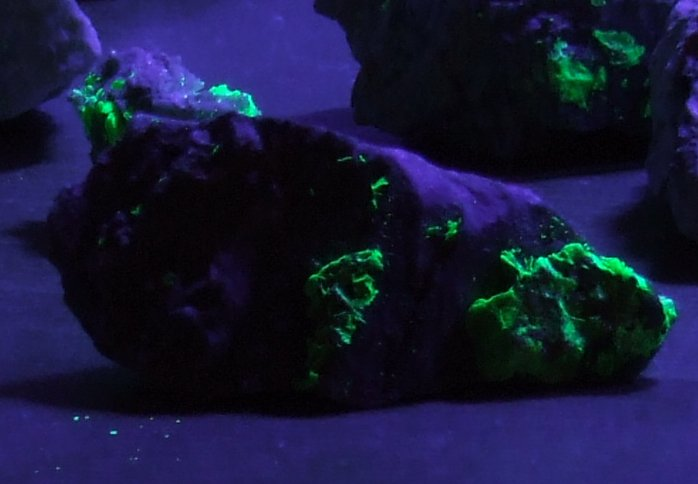
Uranocircit unter UV-Licht aus dem Schacht 254 Bergen (Vogtland)

Das Mineral ist durch seinen Bariumgehalt giftig und durch seinen Urangehalt von bis zu 43,9 % stark radioaktiv mit einer spezifischen Aktivität von etwa 78.650 Bq/g (zum Vergleich: natürliches Kalium 31,2 Bq/g).
Unter kurz- und langwelligem UV-Licht zeigt Uranocircit eine helle, grüne Fluoreszenz. Einige Uranocircite fluoreszieren unter blauem Licht.
Nach einiger Zeit an der Luft oder durch Erhitzen verliert Uranocircit einen Teil seines Kristallwassers und wandelt sich in Metauranocircit um.

## Bildung und Fundorte

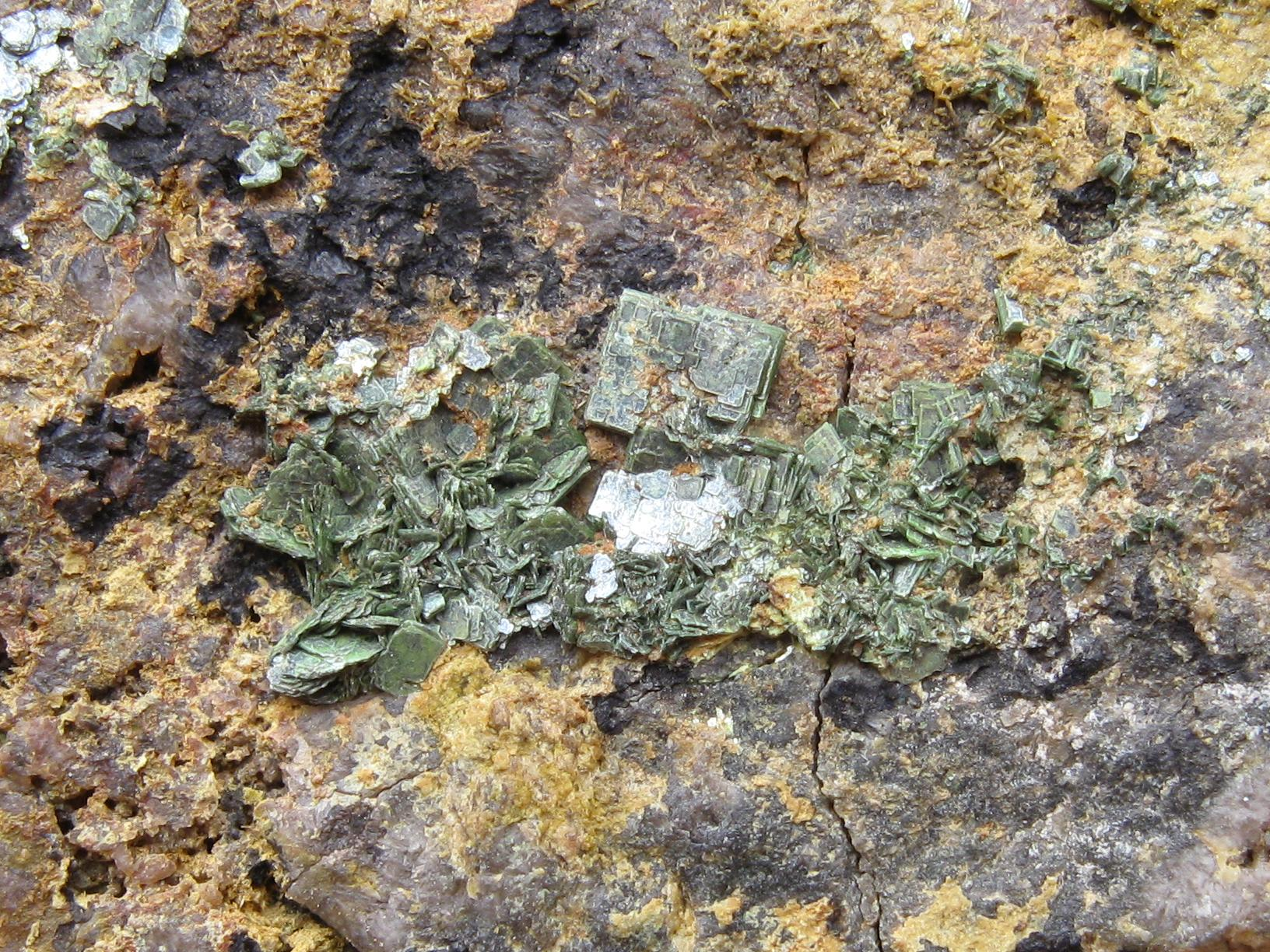
Blättrige Uranocircit-Täfelchen in Muttergestein aus der Urangrube Zálesí (Javorník), Tschechien

Uranocircit bildet sich als Sekundärmineral in der Oxidationszone von Uran-Lagerstätten, wo er sich unter anderem parallel verwachsen mit Autunit und Torbernit findet.
Als seltene Mineralbildung konnte Uranocircit nur an wenigen Fundorten nachgewiesen werden, wobei bisher (Stand: 2016) rund 90 Fundorte als bekannt gelten. Neben seiner Typlokalität Streuberg in Bergen trat das Mineral in Deutschland noch in der naheliegenden Grube bei Mechelgrün/Zobes (Neuensalz, siehe dazu auch Lagerstätte Zobes/Bergen des Unternehmens Wismut) und bei Tirpersdorf im Vogtland und an mehreren Orten im Erzgebirge in Sachsen, bei Eisenbach und in der Grube Krunkelbach bei Menzenschwand in Baden-Württemberg sowie am Pauliberg bzw. bei Schwandorf in Bayern auf.
Erwähnenswert aufgrund außergewöhnlicher Uranocircitfunde sind unter anderem Damětice im Okres Klatovy in Tschechien, wo tafelige Kristalle von bis zu einem Zentimeter Durchmesser gefunden wurden.
In Österreich fand sich das Mineral bisher nur am Prinzenkogel bei Rettenegg in den Fischbacher Alpen in der Steiermark.
Weitere Fundorte liegen in Australien, Brasilien, Bulgarien, China, Demokratische Republik Kongo, Frankreich, Japan, Madagaskar, Niger, Polen, Portugal, Südkorea und den Vereinigten Staaten von Amerika (USA).

## Verwendung
Unter Sammlern ist Uranocircit aufgrund seiner schönen Kristallausbildungen und starken Fluoreszenz eine begehrte Mineralprobe.

## Vorsichtsmaßnahmen
Da Uranocircit ein relativ stark alphastrahlendes Material ist, sollte das Mineral nicht in den Organismus gelangen. Weil die Kristalle leicht zu kleinen Partikeln zerbrechen, die dann an den Fingern haften bleiben, sollten nach der Berührung und Untersuchung der Steine unverzüglich die Hände gewaschen werden, um eine Aufnahme in den Körper zu verhindern, wo es durch eine sehr lange Verweildauer und den ständigen Alphazerfall krebserregend wirkt. Nach dem Umgang mit dem Material sollte der Arbeitsplatz mit einer UV-Lampe – ein Geldscheinprüfgerät ist ausreichend – auf die unter UV-Licht auffällig leuchtenden Partikel untersucht werden, die sonst unerkannt zu einer Gefährdung führen würden.